# Ludwig Renn
Ludwig Renn (pseudonim, prawdziwe nazwisko: Arnold Friedrich Vieth von Golßenau, ur. 22 kwietnia 1889 r. w Dreźnie, zm. 21 lipca 1979 r. w Berlinie) – niemiecki pisarz, komunista, członek Brygad Międzynarodowych w Hiszpanii.